# Thủy điện Đa Kai
Thủy điện Đa Kai là thủy điện xây dựng trên dòng sông Đa Kai ở vùng đất xã Lộc Lâm huyện Bảo Lâm tỉnh Lâm Đồng, Việt Nam.
Thủy điện Đa Kai có công suất lắp máy 8 MW với 2 tổ máy, sản lượng điện hàng năm 30 triệu KWh, đã hoàn thành năm 2014.

## Sông Đa Kai
Sông Đa Kai là một phụ lưu cấp 1 của sông Đa Dâng (Đồng Nai), chảy ở huyện Bảo Lâm tỉnh Lâm Đồng.
Sông dài 29 km, diện tích lưu vực 75 km². Sông bắt nguồn từ vùng núi cao 1400 m 11°46′46″B 107°45′09″Đ / 11,779427°B 107,752627°Đ ở vùng tây xã Lộc Lâm, từ đó chảy về hướng đông bắc.
Ở phần đông xã Lộc Lâm sông là ranh giới với xã Lộc Phú. Sông đổ vào sông Đồng Nai. 11°49′57″B 107°53′24″Đ / 11,8326°B 107,889879°Đ
Vùng cửa sông nay là lòng hồ thủy điện Đồng Nai 3. 11°52′20″B 107°53′19″Đ / 11,872225°B 107,888656°Đ